# Ԑ
Cette page contient des caractères spéciaux ou non latins. S’ils s’affichent mal (▯, ?, etc.), consultez la page d’aide Unicode.
Ne doit pas être confondu avec la lettre latine epsilon ‹ Ɛ ɛ › ou la lettre grecque epsilon ‹ Ε ε ›.
Epsilon (majuscule : Ԑ, minuscule : ԑ) aussi appelé zé réfléchi, est une lettre de l’alphabet cyrillique. Elle est utilisée dans l’écriture de l’énètse de la forêt et de l’énètse de la toundra, ou encore parfois en khanty.

## Utilisation
En khanty, ԑ est utilisé comme forme alternative au є.

## Représentations informatiques
Le zé réfléchi peut être représenté avec les caractères Unicode suivants (Cyrillique) :
| formes    | représentations | chaînes de caractères | points de code | descriptions                            |
| --------- | --------------- | --------------------- | -------------- | --------------------------------------- |
| capitale  | Ԑ               | Ԑ                     | U+0510         | lettre majuscule cyrillique zé réfléchi |
| minuscule | ԑ               | ԑ                     | U+0511         | lettre minuscule cyrillique zé réfléchi |